# Nikephoros I
Nikephoros I hoặc Nicephorus I, còn là Logothetes hay Genikos (tiếng Hy Lạp: Νικηφόρος Α΄, Nikēphoros I, "Người đem lại Chiến thắng"; ? – 26 tháng 7, 811) là Hoàng đế Đông La Mã từ năm 802 đến năm 811, thiệt mạng trong lúc chinh phạt người Bulgaria tại Pliska.

## Tiểu sử
Không rõ ông sinh vào năm nào, chỉ biết Nikephoros là một nhà quý tộc (patrikios) xuất thân từ Seleucia Sidera, rồi sau được Nữ hoàng Irene bổ nhiệm làm Bộ trưởng Tài chính (logothetēs tou genikou). Với sự giúp đỡ của giới quý tộc và đám hoạn quan mà ông đã trù tính việc truất ngôi và lưu đày Irene, rồi được triều thần chọn làm Hoàng đế thay thế bà vào ngày 31 tháng 10 năm 802. Ông còn đăng quang cho đứa con trai duy nhất của mình là Staurakios làm đồng hoàng đế vào năm 803.
Triều đại của ông thoạt đầu vấp phải mối hiểm họa đến từ Bardanes Tourkos, một trong những viên tướng tài năng nhất đã nổi dậy và nhận được sự ủng hộ từ các tướng lĩnh khác, đáng chú ý là những hoàng đế về sau như Leon V xứ Armenia và Mikhael II xứ Amoria vào năm 803. Nhưng Nikephoros đã mau chóng bắt tay hai người này hòng chia rẽ lực lượng khiến phản quân tan rã nhờ vào sự quy thuận của Bardanes, hoàng đế quyết không dung thứ cho phản tướng nên sai người chọc mù mắt và đẩy ông vào một tu viện kín sống cho đến hết đời. Một âm mưu phản loạn khác mà kẻ chủ mưu là nhà quý tộc Arsaber cũng có vấn đề tương tự.
Nikephoros bắt tay vào việc tái tổ chức toàn thể Đế quốc, tạo ra những thema mới ở khu vực Balkan (nơi ông khởi xướng tiến trình tái Hy Lạp hóa qua việc tái định cư người Hy Lạp ra khỏi vùng Anatolia) và củng cố biên phòng. Vì cần một khoản tiền lớn để gia tăng lực lượng quân sự, ông tự đặt mình vào nghị lực lớn lao nhằm tăng doanh thu của Đế quốc. Do thuế nhập khẩu khắt khe mà hoàng đế mất dần sự ủng hộ từ thần dân, và nhất là giới giáo sĩ triều đình lại đang tìm cách kiểm soát vững chắc. Mặc dù ông đã bổ nhiệm một người thuộc phái thờ tượng thánh là Nikephoros làm Thượng phụ thế nhưng hoàng đế vẫn bị các sử gia của Giáo hội như Theophanes Confessor khắc họa như một kẻ hung ác tàn bạo.
Cũng vào năm 803, Nikephoros ký một hiệp ước gọi là "Pax Nicephori" với Đại đế Charlemagne nhưng lại từ chối công nhận chức tước cao hơn của vua Frank. Mối quan hệ giữa đôi bên xấu đi trông thấy và dẫn đến một cuộc chiến tranh lan khắp toàn cõi Venezia vào năm 806–810. Trong quá trình đó Nikephoros đã kịp thời dập tắt một cuộc nổi loạn tại Venezia vào năm 807, nhưng phải chịu tổn thất lớn trước sức tiến công của người Frank. Cuộc xung đột chỉ được giải quyết từ sau cái chết của Nikephoros và Venezia, Istria, bờ biển Dalmatia và miền Nam nước Ý được giao lại cho Đông La Mã, trong khi Roma, Ravenna và Pentapolis thì gộp vào trong lãnh địa của Giáo hội phương Tây.

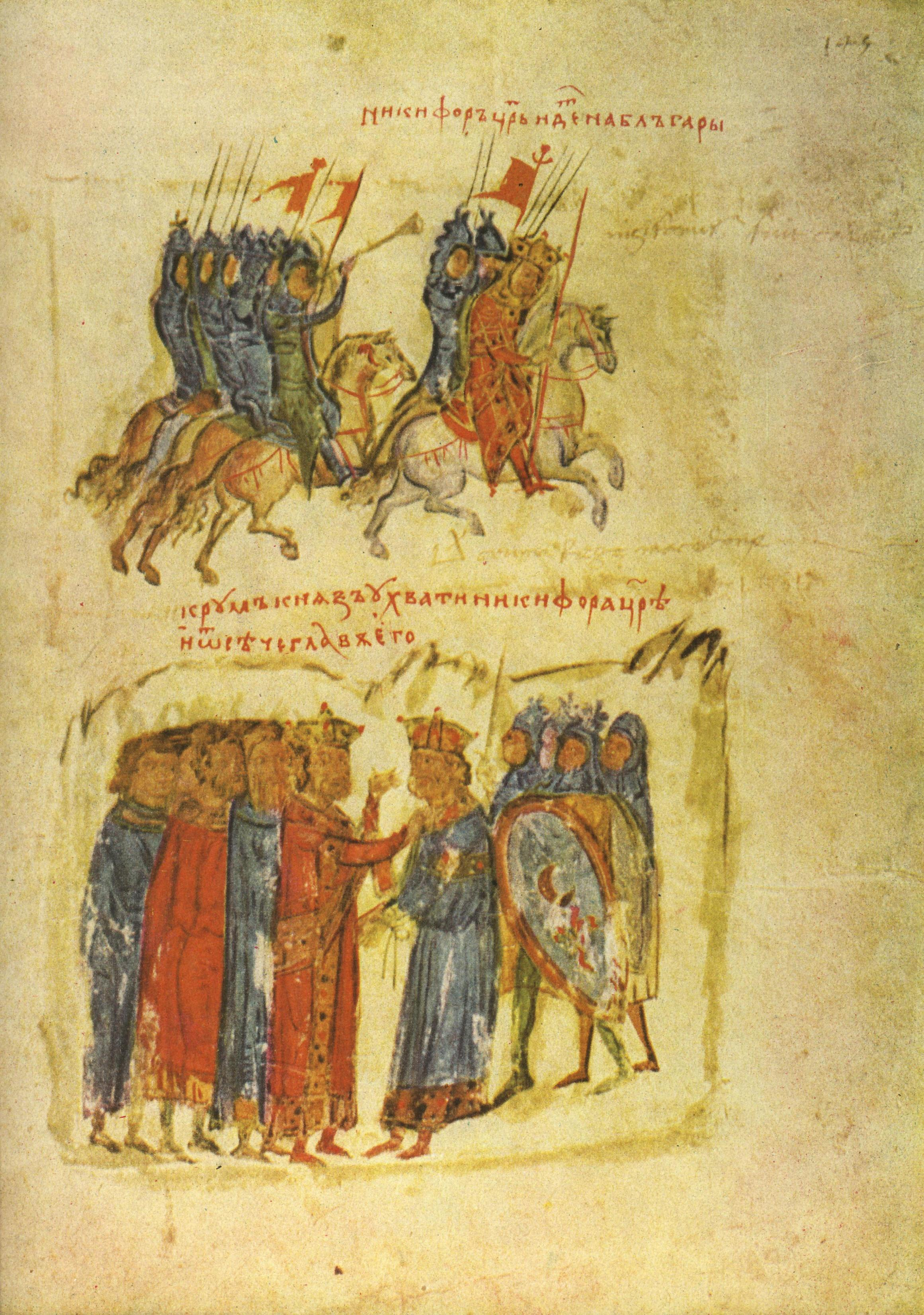
Trang 50 từ cuốn Biên niên sử Konstantinos Manasses: Hoàng đế Nikephoros I thân chinh đánh Bulgari nhưng sau đó bị nguời Bulgari bắt giữ.

Nikephoros cứ nhất quyết từ chối khoản cống nạp mà Irene đã đồng ý trả cho khalifah Hārūn al-Rashīd để đến nổi phải dính vào một cuộc chiến tai hại chống lại người Ả Rập. Hoàng đế bắt đầu ngự giá thân chinh do sự phản bội của Bardanes để rồi phải hứng chịu thảm bại tại Krasos ở Phrygia vào năm 805. Năm 806, một đạo quân Hồi giáo lên đến 135.000 người đã xâm chiếm Đế quốc. Không thể nào chống chọi nổi số lượng quân Hồi giáo đông đảo, Nikephoros đã đồng ý cầu hòa với điều kiện phải trả 50.000 nomismata ngay lập tức và phải nộp cống hàng năm là 30.000 nomismata. Với một cuộc đấu tranh liên tiếp bao bọc ngôi vị khalifah nhân lúc Hārūn al-Rashīd mất đột ngột vào năm 809, Nikephoros được rảnh tay đối phó với Krum xứ Bulgaria đang quấy rối vùng biên giới phía Bắc của đế quốc và vừa chinh phục Serdica (nay là Sofia).
Năm 811, Nikephoros quyết định thống lĩnh quân đội xâm chiếm Bulgaria, đánh bại Krum hai lần và cướp phá thủ đô Pliska của Bulgaria thành đống gạch vụn; tuy vậy thừa lúc Nikephoros rút lui mà lơ là phòng bị, Krum lập tức dẫn số quân còn lại phục kích và tiêu diệt toàn bộ quân đội Đông La Mã tại hẻm núi vào ngày 26 tháng 7. Nikephoros thiệt mạng ngay trong trận đánh, ông là vị Hoàng đế phía Đông thứ hai phải chịu số phận này kể từ thời Valens trong trận hỗn chiến ở Adrianopolis (ngày 9 tháng 8 năm 378). Một số sử liệu còn nói rằng Krum đã sai người băm vằm thi thể của Nikephoros và lấy sọ của ông làm chén uống rượu cho hả giận.

## Gia đình
Nikephoros I có với người vợ không rõ tên tuổi hai đứa con:
- Staurakios, thừa kế ngôi vị Hoàng đế.
- Prokopia, kết hôn với Michael I Rangabe, Hoàng đế từ năm 811–813.